# Мартыновичи (Гомельская область)
Мартыновичи (бел. Мартынавічы) — деревня в Давыдовском сельсовете Светлогорского района Гомельской области Республики Беларусь.

## География

### Расположение
В 33 км на юго-запад от Светлогорска, 8 км от железнодорожной станции Останковичи (на линии Жлобин — Калинковичи), 110 км от Гомеля.

### Гидрография
На реке Ипа (приток реки Тремля), на западе мелиоративные каналы.

## Транспортная сеть
Транспортные связи по просёлочной, затем автомобильной дороге Калинковичи — Бобруйск. Планировка состоит из короткой прямолинейной широтной улицы, застройка деревянная, усадебного типа.

## История
Согласно письменным источникам известна с XIX века как селение в Карповичской волости Речицкого уезда Минской губернии. В 1879 году обозначена как селение в Липовском церковном приходе. Согласно переписи 1897 года действовал хлебозапасный магазин.
С 5 октября 1926 года до 1939 года центр Мартыновичского сельсовета Озаричского, с 8 июля 1931 года Мозырского, с 12 февраля 1935 года Домановичского районов Мозырского (с 26 июля 1930 года и с 21 июня 1935 года до 20 февраля 1938 года) округа, с 20 февраля 1938 года Полесской области.
В 1931 году организован колхоз «Красный путь», работали ветряная мельница и конная круподёрка. Действовала начальная школа, в которой в 1935 году обучались 75 детей. Во время Великой Отечественной войны в январе 1943 года оккупанты сожгли 47 дворов и убили 15 жителей.

## Население

### Численность
- 2004 год — 28 хозяйств, 50 жителей

### Динамика
- 1834 год — 16 дворов 109 жителей
- 1897 год — 19 дворов, 150 жителей (согласно переписи)
- 1908 год — 33 двора, 208 жителей
- 1940 год — 50 дворов
- 1959 год — 272 жителя (согласно переписи)
- 2004 год — 28 хозяйств, 50 жителей